# Total War

Scena di Rome: Total War

Total War è una serie di videogiochi di genere strategico e perlopiù di ambientazione storica, comprendente una parte gestionale a turni e una tattica sul campo di battaglia in tempo reale. La serie è sviluppata da The Creative Assembly e pubblicata inizialmente da Activision e successivamente da SEGA.

## Descrizione generale della serie
La serie è nata nel 2000 con l'uscita di Shogun: Total War. Ogni capitolo, pur avendo ovvie differenze grafiche e ludiche per le differenti unità e meccanismi di gioco ad essa legate, presenta numerosi elementi comuni; prima di tutto, un doppio sistema di gioco, a turni (per quanto riguarda la parte gestionale) e in tempo reale (riservata agli scontri tra armate); poi, la possibilità di assediare e difendere le città (il cui possesso porta al possesso della regione ove queste sorgono), la presenza di unità non apertamente belliche (ambasciatori, principesse, vescovi, assassini, spie), la notevole personalizzazione delle singole fazioni, il richiamo a personaggi ed eventi storici, la possibilità di risolvere gli scontri in prima persona o in automatico, la capacità di costruire macchine d'assedio. Col tempo, per aggiungere nuovi elementi, lo scontro navale, prima relegato alla risoluzione automatica, è stato aperto alla battaglia condotta dal giocatore. Da Total War: Rome II sono presenti battaglie con forze di terra e di mare insieme.

## Cronologia serie ufficiale
La serie ufficiale comprende diversi capitoli con un'ambientazione storica (a parte per esempio nel caso di Total War: Warhammer) tutti accomunati da delle meccaniche ben precise di una campagna a turni e da delle battaglie in tempo reale.
| Titolo                               | Anno                                               | Descrizione                                                                        | DLC | Espansioni | Motore grafico                    |
| ------------------------------------ | -------------------------------------------------- | ---------------------------------------------------------------------------------- | --- | --- | --------------------------------- |
| Shogun: Total War                    | 2000                                               | Ambientato nel Giappone medievale fino al 1600 circa.                              | No  | Mongol Invasion (2001) | TW Engine 1                       |
| Medieval: Total War                  | 2002                                               | Ambientato nel Medioevo europeo dal 1087 al 1453.                                  | No  | Viking Invasion (2003) | TW Engine 1                       |
| Rome: Total War                      | 2004, 2010 (MacOS), 2016 (iOS), 2019 (Google Play) | Ambientato al tempo di Roma antica dal 270 a.C. al 14.                             | No  | Barbarian Invasion (2005) Alexander (2006) | TW Engine 2                       |
| Medieval II: Total War               | 2006, 2015 (MacOS)                                 | Seguito di Medieval: Total War, ambientato dal 1080 al 1530.                       | No  | Kingdoms (2007) | TW Engine 2                       |
| Empire: Total War                    | 2009, 2012 (MacOS)                                 | Ambientato dal 1700 al 1799.                                                       | Sì  | The Warpath Campaign (2009) | Warscape Engine (32bit)           |
| Napoleon: Total War                  | 2010, 2013 (MacOS)                                 | Ambientato dal 1793 al 1815, durante l'Età napoleonica.                            | Sì  | The Peninsular Campaign (2010) | Warscape Engine (32bit)           |
| Total War: Shogun 2                  | 2011, 2014 (MacOS)                                 | Seguito di Shogun: Total War, ambientato nel periodo Sengoku.                      | Sì  | - Rise of the Samurai (2011) - Fall of the samurai (2012) | Warscape Engine (32bit)           |
| Total War: Rome II                   | 2013                                               | Seguito di Rome Total War, ambientato dal 348 a.C. al 48 a.C.                      | Sì  | - Caesar in Gaul (2013) - Hannibal at the gates (2014) - Imperator Augustus (2014) - Wrath of Sparta (2014) - Empire Divided (2017) - Rise of the Republic (2018) | Warscape Engine (32bit)           |
| Total War: Attila                    | 2015                                               | Ambientato alla fine del IV secolo durante le invasioni barbariche.                | Sì  | - The Last Roman (2015) - Age of Charlemagne (2015) | Warscape Engine (32bit)           |
| Total War: Warhammer                 | 2016                                               | Primo capitolo di una trilogia ambientata nel mondo di Warhammer.                  | Sì  | - Chaos Warriors (2016) - Call of the Beastmen (2016) - The Grim and the Grave (2016) - The King and the Warlord (2016) - Realm of The Wood Elves (2016) - Bretonnia (2017) - Norsca (2017) | Warscape Engine (64bit)           |
| Total War: Warhammer II              | 2017                                               | Secondo capitolo della trilogia ambientata nel mondo di Warhammer.                 | Sì  | - Rise of the Tomb Kings (2018) - The Queen & The Crone (2018) - Curse of the Vampire Coast (2018) - The Prophet & The Warlock (2019) - The Hunter & The Beast (2019) - The Shadow & The Blade (2019) - The Warden & The Paunch (2020) - The Twisted & The Twilight (2020) - The Silence & The Fury (2021) | Warscape Engine (64bit)           |
| Total War Saga: Thrones of Britannia | 2018                                               | Ambientato nel 878 circa nelle isole britanniche dopo la battaglia di Ethandun.    | Sì  | | Warscape Engine (32bit)           |
| Total War: Three Kingdoms            | 2019                                               | Ambientato nel 190 d.C. in Cina.                                                   | Sì  | - Eight Princes (2019) - Mandate of Heaven (2020) - A World Betrayed (2020) - The Furious Wild (2020) - Fates Divided (2021) | Warscape Engine (64bit)           |
| Total War Saga: Troy                 | 2020                                               | Ambientato durante l'età del bronzo nel territorio greco.                          | Sì  | - Amazons (2020) - Ajax & Diomedes (2021) - Mythos (2021) - Rhesus & Memnon (2021) | Warscape Engine (32 bit + 64 bit) |
| Total War: Warhammer III             | 2022                                               | Terzo capitolo della trilogia ambientata nel mondo di Warhammer.                   | Sì  | - Ogre Kingdoms (2022) - Champions of Chaos (2022) - Forge of the Chaos Dwarfs (2023) - Shadows of Change (2023) - Thrones of Decay (2024) - Omens of Destruction (2024) |                                   |
| Total War: Pharaoh                   | 2023                                               | Ambientato in Egitto e nel Vicino Oriente durante il collasso dell'Età del Bronzo. | si  | - Dynasties (2024) |                                   |

## Cronologia spin-off
Spartan: Total Warrior 
Gioco d'azione sviluppato dalla The Creative Assembly nel 2005 per PS2, Xbox e GameCube dove bisogna impersonare un guerriero spartano in lotta contro un'invasione romana comandata da Tiberio.
 Total War Battles: Shogun 
Gioco sviluppato da The Creative Assembly e pubblicato il 20 aprile 2012 per iOS, Android e Microsoft Windows. Ambientato durante il medioevo giapponese, Total War Battles: Shogun è il capostipite di una serie di spin-off della serie Total War che in questo caso rivede le meccaniche a favore di battaglie in tempo reale che si sviluppano attraverso una classica e raffinata gestione dell'esercito che si divide in diverse tipologie di truppe come cavalleria, fanteria, lancieri ecc...
 Total War: Arena 
Primo capitolo Free-To-Play sviluppato da The Creative Assembly come nuovo spin-off della serie ufficiale Total War. In questo caso viene focalizzata l'attenzione sulle battaglie in tempo reale che si sviluppano attraverso lo scontro di due team ognuno dei quali composto da 10 giocatori.
 Total War Battle: Kingdoms 
Nuovo capitolo Free-To-Play della serie spin-off Total War Battle. Ambientato in un'Inghilterra medioevale, comprende una campagna e delle battaglie in tempo reale.